# アラスカ州知事

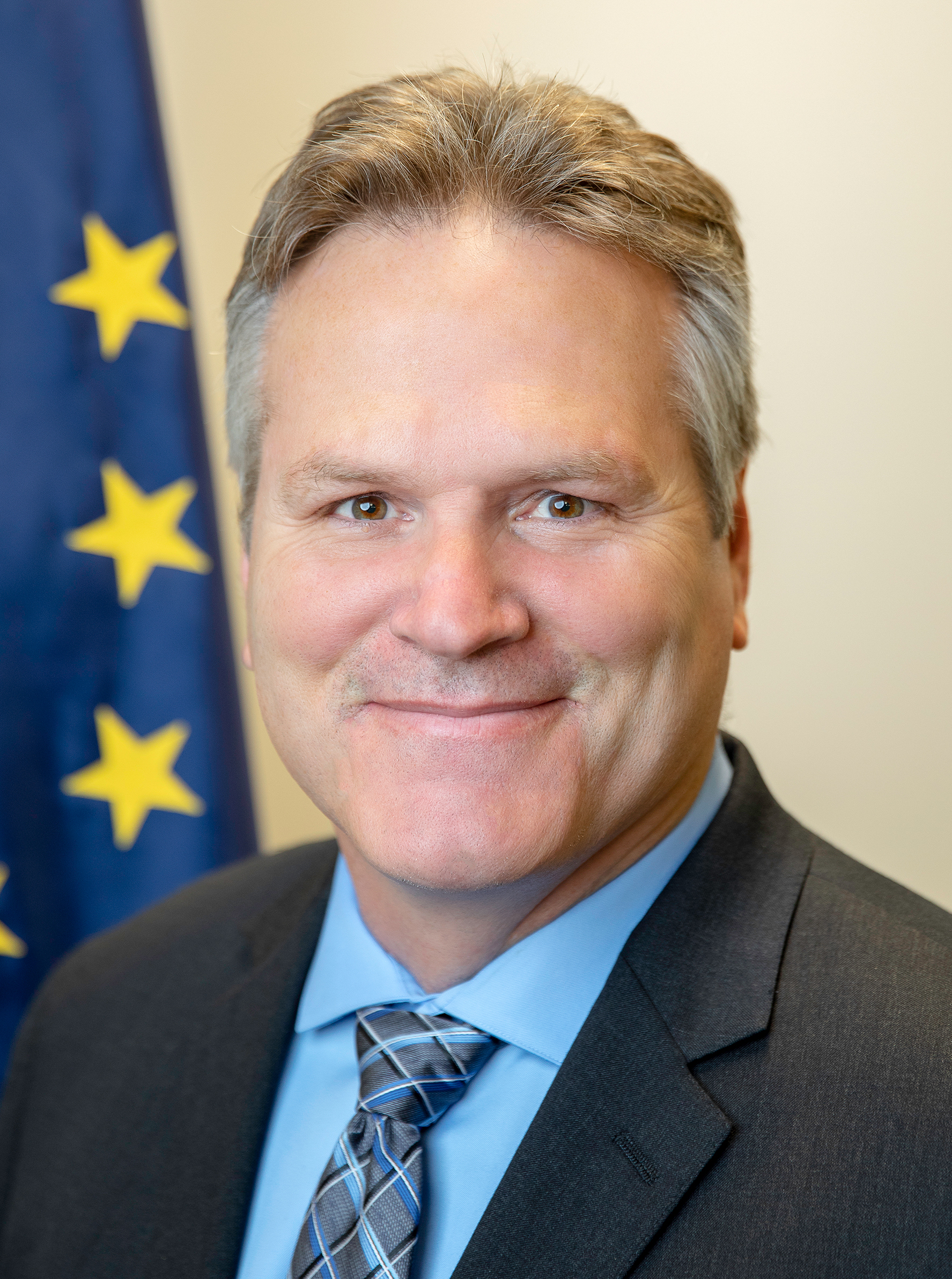
第14代アラスカ州知事マイク・ダンリービー

アラスカ州知事 (アラスカしゅうちじ、Governor of Alaska) は、アメリカ合衆国のアラスカ州の州知事（政府の長）であると共に、アラスカ州兵の総司令官でもある。知事は州法を遵守する義務を負い、また州議会を通過した議案に賛成または反対する権限や、州議会を招集する権限、弾劾の場合を除いて恩赦を与える権限を有する。

## 概要
州憲法は4年ごとに行われる州知事選挙・副知事選挙・選挙後の12月の第1月曜日に始まる彼らの任期について定めている。知事は1度の再任が認められているが、連続して2期務めてから再出馬が認められるまで、4年間待つ必要がある。仮に知事職が欠けた場合は、副知事が知事の称号を引き受ける。　1956年の最初の憲法は州務長官（secretary of state：権能は副知事と同一）の職を設けた。同職は1970年に副知事 (lieutenant governor) に改称された。
同州では10人の知事が12期を務めた。また、アラスカ準州としての長い歴史の中で、30人を超える文民・軍人が知事に就いた。ウィリアム・A・イーガンとウォルター・J・ヒッケルの2名は、連続しない複数の任期を務めた。最も長く州知事を務めたのはイーガンであり、延べ12年近く務めた。最も長く準州知事を務めたのはアーネスト・グリューニングであり、13年半務めた。1990年にヒッケルがアラスカ独立党から出馬して当選した。第3党が勝利を収めるのは、アメリカの政界では珍しいことである。現在の知事は共和党のマイク・ダンリービーである。

## 知事
アラスカは1867年にアメリカ合衆国によってロシア帝国から購入され、同年10月18日に正式に移転した。この日は現在、「アラスカの日」として祝われている。それまでは、この地はロシア領アメリカまたはロシア領アラスカとして知られており、露米会社の総督や本部長が統治していた。

### アラスカ県司令官

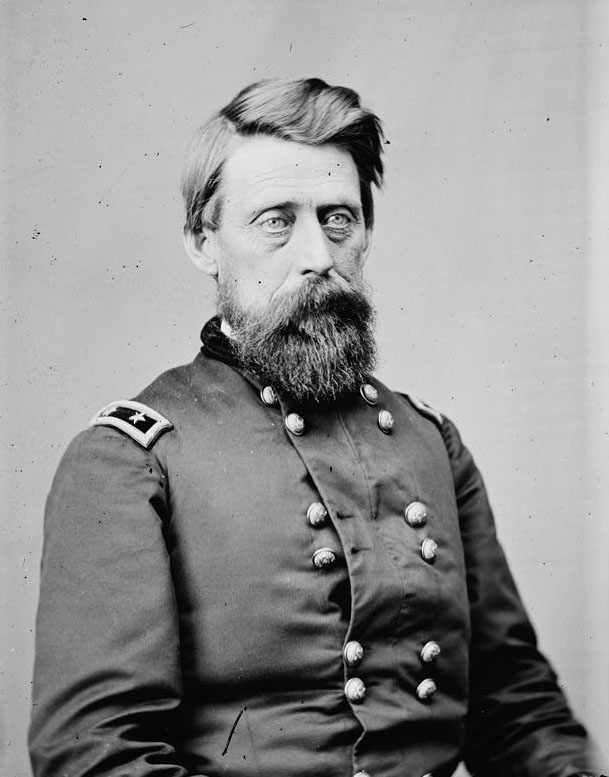
ジェファソン・C・デイヴィス。初代アラスカ県司令官

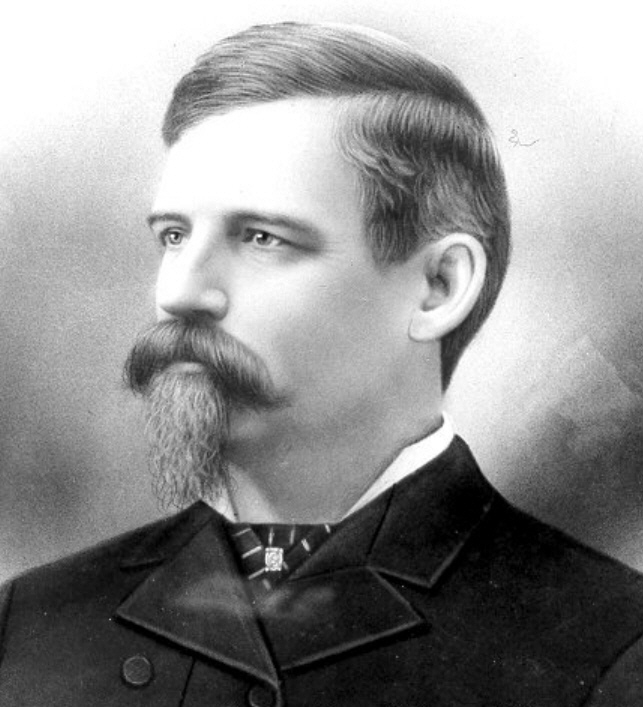
アルフレッド・P・スウィンフォード。第2代アラスカ地区知事

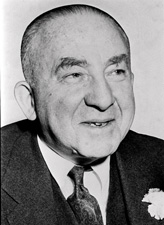
アーネスト・グリューニング。第7代アラスカ準州知事、アラスカ初の上院議員2人のうちの1人

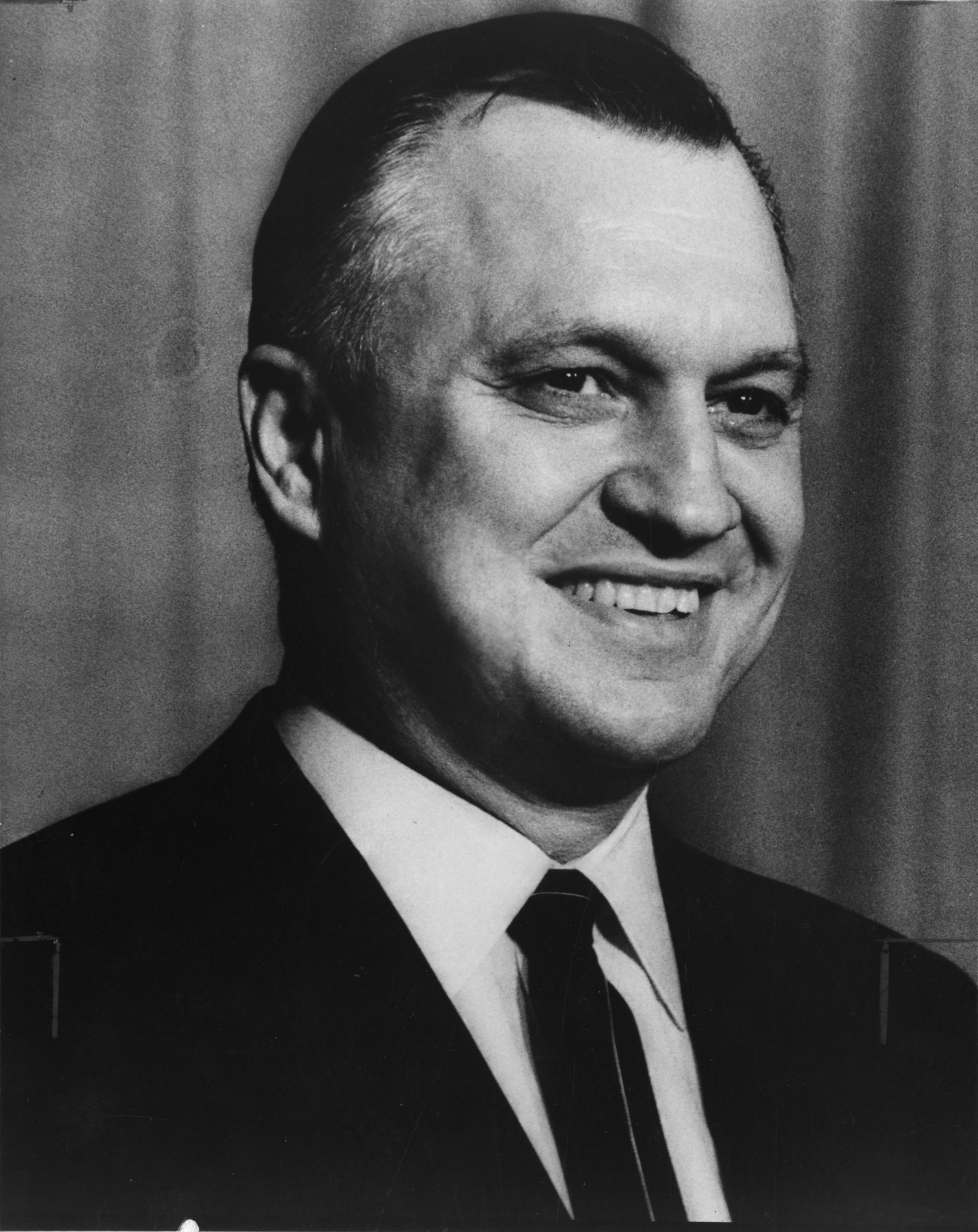
ウォルター・J・ヒッケル。第2代・第8代アラスカ知事、第38代アメリカ合衆国内務長官

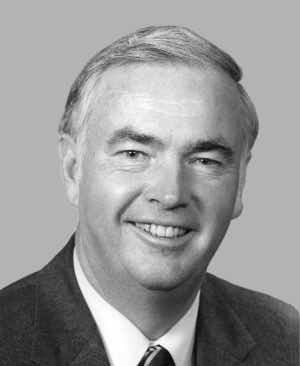
フランク・マーカウスキー。第10代アラスカ州知事

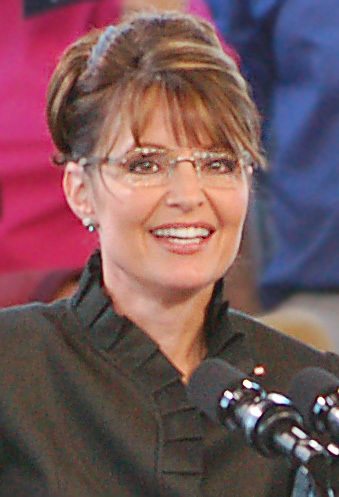
サラ・ペイリン。第11代アラスカ州知事、アラスカ州初の女性知事

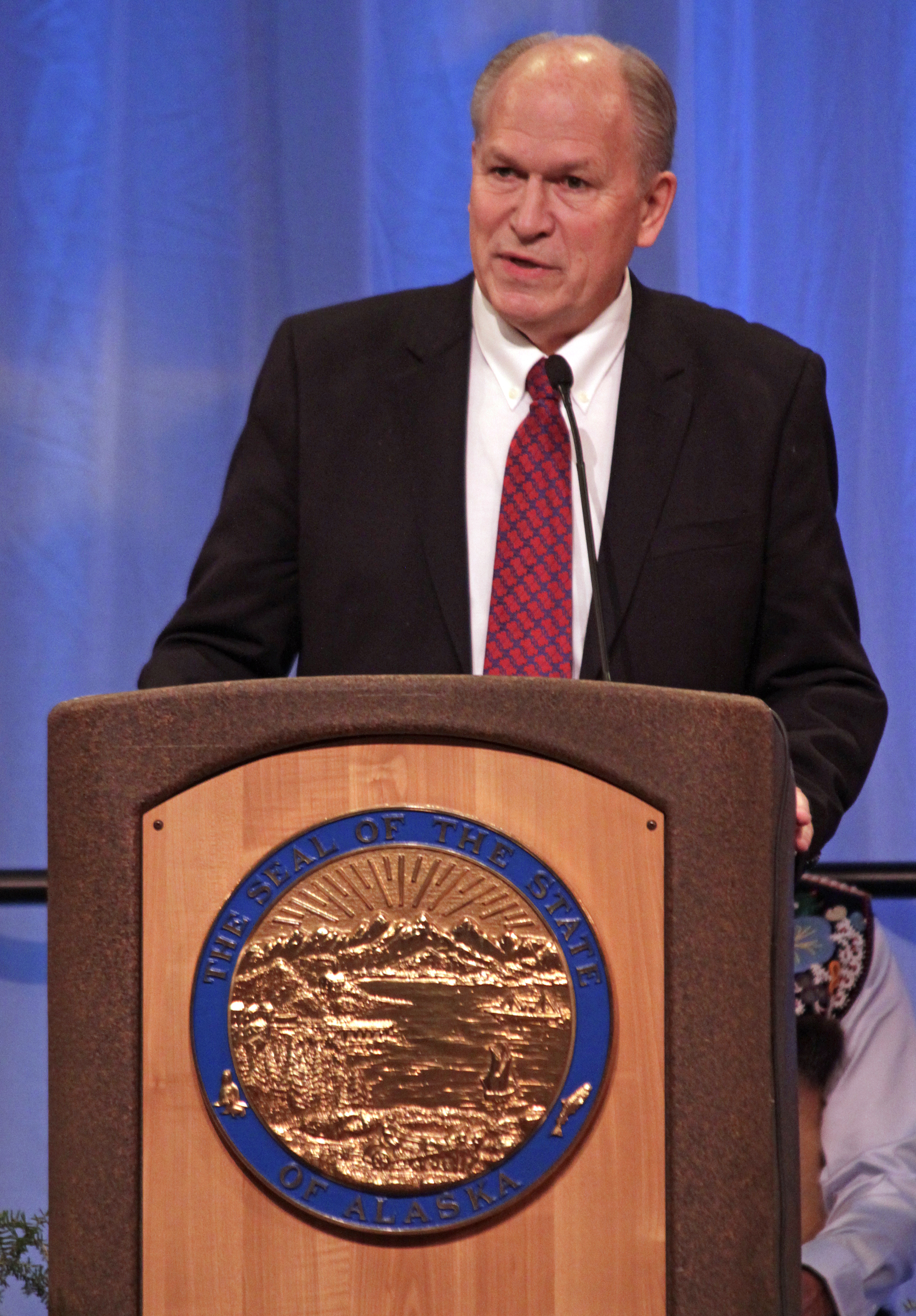
第13代アラスカ州知事ビル・ウォーカー

この広大な地域は、当初アラスカ県 (Department of Alaska) とされ、旧陸軍省（戦争省）の司法権の下で陸軍士官によって、陸軍がアラスカから撤退する1877年まで統治された。代わって財務省の税関長が、この地域における最高幹部として統治権を握った。1879年、海軍が同県の司法権の付与を受けた。
アメリカ人として初のアラスカ統治者は、ポーランド系移民のヴワズィミエシュ・クシジャノフスキであったとみられている。しかし『アンカレッジ・デイリーニューズ』は、この主張を裏付ける決定的証拠を発見できなかった。
| 代           | 司令官                                      | 就任           | 退任           |
| 合衆国陸軍   | 合衆国陸軍                                  | 合衆国陸軍     | 合衆国陸軍     |
| ------------ | ------------------------------------------- | -------------- | -------------- |
| 1            | ジェファソン・C・デイヴィス少将（名誉昇進） | 1867年10月18日 | 1870年8月31日  |
| 2            | ジョージ・K・ブレイディ中佐（名誉昇進）     | 1870年9月1日   | 1870年9月22日  |
| 3            | ジョン・C・ティッドボール少佐               | 1870年9月23日  | 1871年9月19日  |
| 4            | ハーヴィー・A・アレン少佐                   | 1871年9月20日  | 1873年1月3日   |
| 5            | ジョーゼフ・ステュアート少佐                | 1873年1月4日   | 1874年4月20日  |
| 6            | ジョージ・R・ロドニー大尉                   | 1874年4月21日  | 1874年8月16日  |
| 7            | ジョーゼフ・B・キャンベル大尉               | 1874年8月17日  | 1876年6月14日  |
| 8            | ジョン・メンデンホール大尉                  | 1876年6月15日  | 1877年3月4日   |
| 9            | アーサー・モリス大尉                        | 1877年3月5日   | 1877年6月14日  |
| 合衆国財務省 |                                             |                |                |
| 10           | モンゴメリー・P・ベリー                     | 1877年6月14日  | 1877年6月13日  |
| 11           | H・C・デアーナ                              | 1877年8月14日  | 1878年3月26日  |
| 12           | モットロム・D・ボール                       | 1878年3月27日  | 1879年6月13日  |
| 合衆国海軍   |                                             |                |                |
| 13           | レスター・A・ビアズリー大佐                 | 1879年6月14日  | 1880年9月12日  |
| 14           | ヘンリー・グラス中佐                        | 1880年9月13日  | 1881年8月9日   |
| 15           | エドワード・P・ラル中佐                     | 1881年8月10日  | 1881年10月18日 |
| 16           | ヘンリー・グラス中佐                        | 1881年10月19日 | 1882年3月12日  |
| 17           | フレデリック・ピアソン中佐                  | 1882年3月13日  | 1882年10月3日  |
| 18           | エドガー・C・メリマン中佐                   | 1882年10月4日  | 1883年9月13日  |
| 19           | ジョーゼフ・B・コグラン中佐                 | 1883年9月15日  | 1884年9月13日  |
| 20           | ヘンリー・E・ニコルズ中佐                   | 1884年9月14日  | 1884年9月15日  |

### アラスカ地区知事
1884年5月17日、アラスカ県はアラスカ地区（District of Alaska：併合されたが、市民政府によって組織されていない領域）に再編された。知事は、アメリカ合衆国大統領によって任命された。
| 知事                               | 就任          | 退任          | 大統領                       |
| ---------------------------------- | ------------- | ------------- | ---------------------------- |
| ジョン・ヘンリー・キンキード       | 1884年7月4日  | 1885年5月7日  | チェスター・アーサー         |
| アルフレッド・P・スウィンフォード  | 1885年5月7日  | 1889年4月20日 | グローヴァー・クリーヴランド |
| ライマン・イーノス・ナップ         | 1889年4月20日 | 1893年6月18日 | ベンジャミン・ハリソン       |
| ジェイムズ・シークリー             | 1893年6月18日 | 1897年6月23日 | グローヴァー・クリーヴランド |
| ジョン・グリーン・ブレイディ       | 1897年6月23日 | 1906年3月2日  | ウィリアム・マッキンリー     |
| ウィルフォード・ベイコン・ホガット | 1906年3月2日  | 1909年5月20日 | セオドア・ローズヴェルト     |
| ウォルター・イーライ・クラーク     | 1909年5月20日 | 1913年4月18日 | ウィリアム・タフト           |

### アラスカ準州知事
アラスカ地区は、1912年8月24日にアラスカ準州 (Alaska Territory) に改組された。知事は、アメリカ合衆国大統領によって任命された。
| 知事                                             | 就任          | 退任          | 大統領                       | 備考    |
| ------------------------------------------------ | ------------- | ------------- | ---------------------------- | ------- |
| ジョン・フランクリン・アレグザンダー・ストロング | 1913年4月18日 | 1918年4月12日 | ウッドロウ・ウィルソン       | [ N 2 ] |
| トマス・クリスマス・リッグズ・ジュニア           | 1918年4月12日 | 1921年6月16日 | ウッドロウ・ウィルソン       |         |
| スコット・コーデル・ボーン                       | 1921年6月16日 | 1925年8月16日 | ウォレン・ハーディング       |         |
| ジョージ・アレグザンダー・パークス               | 1925年8月16日 | 1933年4月19日 | カルヴァン・クーリッジ       |         |
| ジョン・ウィアー・トロイ                         | 1933年4月19日 | 1939年12月6日 | フランクリン・ローズヴェルト |         |
| アーネスト・グリューニング                       | 1939年12月6日 | 1953年4月10日 | フランクリン・ローズヴェルト | [ N 3 ] |
| ベンジャミン・フランクリン・ハインツルマン       | 1953年4月10日 | 1957年1月3日  | ドワイト・D・アイゼンハワー  | [ N 4 ] |
| ウェイノ・エドワード・ヘンドリクソン             | 1957年1月3日  | 1957年4月8日  | 代理                         | [ N 5 ] |
| マイケル・アンソニー・ステポヴィッチ             | 1957年4月8日  | 1958年8月9日  | ドワイト・D・アイゼンハワー  | [ N 6 ] |
| ウェイノ・エドワード・ヘンドリクソン             | 1958年8月9日  | 1959年1月3日  | 代理                         | [ N 5 ] |

### アラスカ州知事
アラスカ州 (State of Alaska) は、1959年1月3日に連邦に加わった。 
これまでに共和・民主両党から、それぞれ5名の知事が出された。唯一の例外であるウォルター・J・ヒッケルは、2度目の当選の際にアラスカ独立党に所属していた。1990年の知事選の際、共和党員の多くは党公認候補としてアーリス・スターグルースキーを選任したことに不満を抱き、ヒッケルは彼らの票の獲得に成功した。しかし彼は、アラスカ独立党の分離独立主義の理想を持っておらず、任期終了の8ヶ月前に共和党に鞍替えした。
■: 民主党　■: 共和党　■: アラスカ独立党■: 無所属
| 代 | 知事           | 知事                       | 就任          | 辞任          | 政党           | 副知事 | 副知事                       | 任期 |
| -- | -------------- | -------------------------- | ------------- | ------------- | -------------- | ------ | ---------------------------- | ---- |
| 1  |                | ウィリアム・A・イーガン    | 1959年1月3日  | 1966年12月5日 | 民主党         |        | ヒュー・ウェイド             | 2    |
| 2  |                | ウォルター・J・ヒッケル    | 1966年12月5日 | 1969年1月29日 | 共和党         |        | キース・ハーヴェイ・ミラー   | ½    |
| 3  |                | キース・ハーヴェイ・ミラー | 1969年1月29日 | 1970年12月7日 | 共和党         |        | ロバート・W・ウォード        | ½    |
| 4  |                | ウィリアム・A・イーガン    | 1970年12月7日 | 1974年12月2日 | 民主党         |        | H. A. バウチャー             | 1    |
| 5  |                | ジェイ・ハモンド           | 1974年12月2日 | 1982年12月6日 | 共和党         |        | ローウェル・トマス・ジュニア | 2    |
| 5  | テリー・ミラー | ジェイ・ハモンド           | 1974年12月2日 | 1982年12月6日 | 共和党         |        |                              | 2    |
| 6  |                | ビル・シェフィールド       | 1982年12月6日 | 1986年12月1日 | 民主党         |        | スティーヴン・マカルパイン   | 1    |
| 7  |                | スティーヴ・クーパー       | 1986年12月1日 | 1990年12月3日 | 民主党         |        | スティーヴン・マカルパイン   | 1    |
| 8  |                | ウォルター・J・ヒッケル    | 1990年12月3日 | 1994年12月5日 | アラスカ独立党 |        | ジャック・コッグヒル         | 1    |
| 9  |                | トニー・ノウルズ           | 1994年12月5日 | 2002年12月2日 | 民主党         |        | フラン・ウルマー             | 2    |
| 10 |                | フランク・マーカウスキー   | 2002年12月2日 | 2006年12月4日 | 共和党         |        | ローレン・リーマン           | 1    |
| 11 |                | サラ・ペイリン             | 2006年12月4日 | 2009年7月26日 | 共和党         |        | ショーン・パーネル           | ½    |
| 12 |                | ショーン・パーネル         | 2009年7月26日 | 2014年12月1日 | 共和党         |        | クレイグ・キャンベル         | ½    |
| 13 |                | ビル・ウォーカー           | 2014年12月1日 | 2018年12月3日 | 無所属         |        | バイロン・マロット           | 1    |
| 14 |                | マイク・ダンリービー       | 2018年12月3日 | 現職          | 共和党         |        | ケビン・マイヤー             | 1    |

## 他の要職
以下は、知事が占めた議席や、他の連邦政府機関、及び他の知事職を示した表である。注記がない限り、記載された全ての下院議員及び上院議員はアラスカ州から選出されている。
* - 知事が辞任後に就いた職を表す。
† - 知事が辞任前に就いていた職を表す。
| 知事                                                    | 知事の任期                    | 他の職                         | 出典   |
| ------------------------------------------------------- | ----------------------------- | ------------------------------ | ------ |
| ジョン・ヘンリー・キンキード                            | 1884年-1885年（アラスカ地区） | ネヴァダ州知事                 | [ 16 ] |
| ジェイムズ・シークリー                                  | 1893年-1897年（アラスカ地区） | ペンシルベニア州選出の下院議員 | [ 17 ] |
| アーネスト・グルーニング                                | 1939年-1953年（アラスカ準州） | 上院議員                       | [ 18 ] |
| ウォルター・ジョーゼフ・ヒッケルウォルター・J・ヒッケル | 1966年-1969年、1990年-1994年  | 内務長官*                      | [ 19 ] |
| フランク・マーカウスキー                                | 2002年-2006年                 | 上院議員†                      | [ 20 ] |

## 註
1. ↑  レイノルズ＝アラスカ社の不正への関与により辞任。[10]
2. ↑  カナダ国籍のままであることが発覚し、辞任に追い込まれた。[11]
3. ↑  サイモン・ボリヴァー・バックナー・ジュニア中将は、第二次世界大戦中のアラスカにおける軍司令官であり、同地区における上の行政権の大半を有した。[12]
4. ↑  辞任：伝えられるところによると、彼は職務に不満を持っており、再任を期待してもいなかった。[13]
5. 1 2  アラスカ長官として、知事代理を務めた。[14]
6. ↑  上院議員選出馬のため辞任。選挙には落選した。[14]
7. ↑  副知事の職は、1970年まで「州務長官」と呼ばれていた。[6]
8. ↑  数名の知事の任期の一部は、完全に額面通りには理解されていない。むしろ彼らは、辞任や死亡により、1つの期間を複数の知事が務めたことを示しているといえよう。
9. ↑  ヒッケルは、内務長官就任のため辞任した。
10. ↑  州務長官として、残期を務めた。
11. ↑  ヒッケルは1994年4月、共和党に鞍替えした。[15]
12. ↑  ペイリン知事は、2009年7月26日に辞任をした。